# Полотняний Завод
Полотняний Завод (рос. Полотняный Завод) — смт в Дзержинському районі Калузької області Російської Федерації.
Населення становить 4976 осіб. Входить до складу муніципального утворення Селище Полотняний Завод.

## Історія
Від 2004 року входить до складу муніципального утворення Селище Полотняний Завод.

## Населення
| 1859  | 1880  | 1897  | 1913  | 1920  | 1926  | 1931  |
| ----- | ----- | ----- | ----- | ----- | ----- | ----- |
| 2632  | ↗3093 | ↗3685 | ↗4637 | ↘2726 | ↗4082 | ↗4319 |
| 1939  | 1959  | 1970  | 1979  | 1989  | 2002  | 2009  |
| ↗5743 | ↗7506 | ↘6257 | ↘5926 | ↘5441 | ↗5742 | ↘5610 |
| 2010  | 2012  | 2013  | 2014  | 2015  | 2016  | 2017  |
| ↘5224 | ↘5138 | ↘5036 | ↘4886 | ↘4803 | ↘4747 | ↘4688 |
| 2018  | 2019  | 2020  | 2021  | 2022  |       |       |
| ↗4724 | ↘4699 | ↘4647 | ↘4597 | ↗4649 |       |       |